# Mary Tarrero-Serrano
María Dolores "Mary" Tarrero-Serrano de Prio (5 tháng 10 năm 1924 – 24 tháng 9 năm 2010) là Đệ nhất phu nhân Cuba từ 1948 đến 1952. Bà là người vợ thứ hai của Tổng thống Cuba, Carlos Prio, người đã bị lật đổ bởi Fulgencio Batista trong một cuộc đảo chính quân sự.

## Tiểu sử
Terrero được sinh ra trên máy nghiền mía "Pina" ở phía đông Camaguey. Cha cô, Gerardo Terrero, là kế toán của nhà máy và mẹ cô là Elvira Serrano. Cô và chị gái, Ana, theo học tốc ký.

## Kết hôn
Trong khi làm việc tại Thượng viện Cuba, bà gặp chồng tương lai, một thượng nghị sĩ. Họ kết hôn vào ngày 14 tháng 6 năm 1945 và có hai con gái. Ở tuổi 24, bà trở thành Đệ nhất Phu nhân Cuba.
Con gái út của họ được sinh ra ở Dinh Tổng thống. Bài hát Quizas, Quizas, Quizas, Quizas, Sensacion của nhà soạn nhạc nổi tiếng Osvaldo Farrés được lấy cảm hứng từ bà, một đệ nhất phu nhân. 

## Sống lưu vong và qua đời

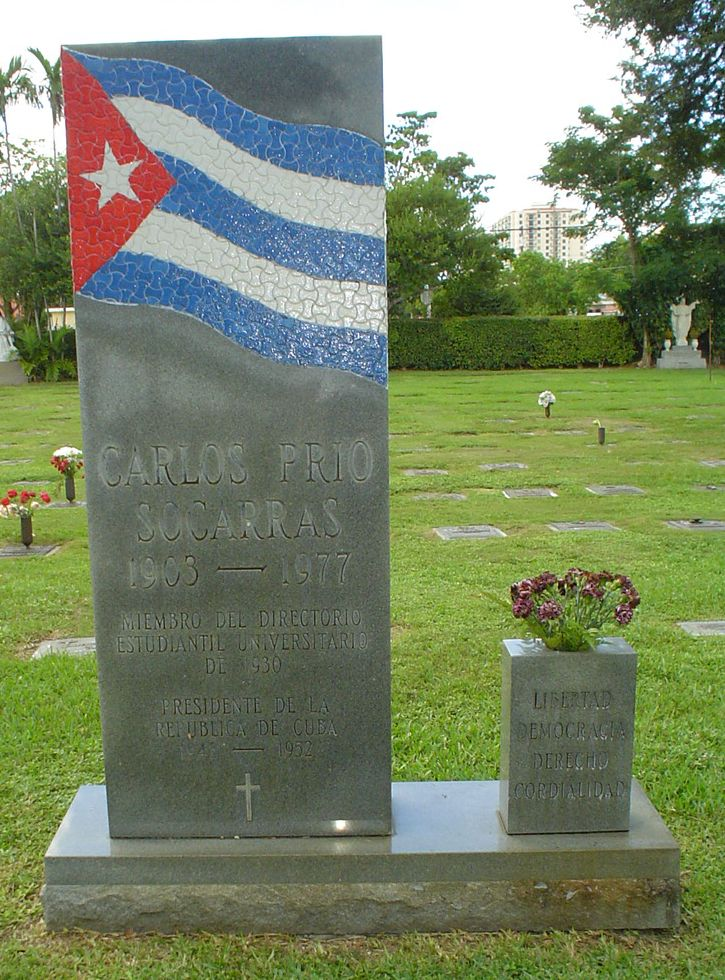
Phần mộ của Carlos và Mary Prío

Bà và gia đình lưu vong đầu tiên vào năm 1952. Năm 1956, sau khi Batista cấp một "ân xá", họ trở lại trong một thời gian ngắn cho đến khi bị buộc phải lưu vong một lần nữa. Sau khi Batista bị lật đổ bởi cuộc cách mạng Cuba (mà Prio hỗ trợ về mặt tài chính), họ trở về Cuba vào tháng 1 năm 1959.  Họ lưu vong cuối cùng vào tháng 12 năm 1959, khi nhận ra rằng chế độ Fidel Castro đã trở nên độc tài. Chồng bà, tổng thống được bầu theo hiến pháp cuối cùng của Cuba, đã tự sát vào năm 1977. Bà qua đời vào năm 2010 vì bệnh viêm phổi. Bà và chồng, Carlos, được chôn cất tại Nghĩa trang Woodlawn (nay là Nghĩa trang North Caballero Rivero Woodlawn North) ở Miami, Florida.